# Adil Hermach
Adil Hermach (arabsky عادل حرماش‎, * 27. června 1986 Nîmes) je marocký fotbalista, který v současnosti působí ve francouzském klubu Stade Beaucairois. Přestože se narodil ve Francii, hrál za marockou reprezentaci.